# Damaste di Sigeo
Damaste di Sigeo (in greco antico: Δαμάστης?, Damástēs; Sigeo, 460 a.C. circa – 400 a.C. circa) è stato uno storico e geografo greco antico.

## Biografia
Nativo di Sigeo, colonia ateniese fondata alla fine del VII secolo a.C. in Asia Minore, nella Troade, Damaste fu considerato un discepolo di Ellanico di Mitilene.

## Opere
Delle sue opere restano frammenti raccolti e commentati nei Fragmente der griechischen Historiker di Felix Jacoby. Pur nella scarsità di frammenti pervenuti, si intravede un autore che, sulla scorta del maestro Ellanico, si diede a comporre elenchi geografici e genealogie mitologiche nella scia della logografia ionica.
Da Suda ed altri autori, risulta che Damaste avesse pubblicato Sui fatti in Grecia (περὶ τῶν ἐν Ἑλλάδι γενομένων), Sugli antenati di quelli che combatterono ad Ilio, un Catalogo di popoli e di città, citato da Stefano di Bisanzio con il titolo abbreviato περὶ ἐθνῶν: probabilmente da quest'opera, o da quella sui combattenti a Troia, proviene la notizia che Damaste citasse la fondazione di Roma, che poté conoscere grazie all'amico ateniese Diotimo, impegnato nel golfo di Neapolis e a Cuma nella seconda metà del V secolo.
A parte queste opere, è noto un Periplo (περίπλους), citato da Agatemero, che, tra l'altro, afferma che Damaste avesse copiato da Ecateo di Mileto. 

## Edizioni
- (DE, GRC) Felix Jacoby, 5, in Die Fragmente der griechischen Historiker, Berlino, Weidmann, 1923-1958.